# Alvoco das Várzeas
Alvoco das Várzeas es una freguesia portuguesa del concelho de Oliveira do Hospital, con 10,73 km² de superficie y 366 habitantes (2001). Su densidad de población es de 34,1 hab/km².